# ویلیام آرچر
ویلیام آرچر (انگلیسی: William Archer; ۲۳ سپتامبر ۱۸۵۶ – ۲۷ دسامبر ۱۹۲۴) مترجم، نمایشنامه‌نویس، تاریخ‌نگار، نویسنده، منتقد ادبی، تئاتر اسکاتلندی اهل پادشاهی متحد بریتانیای کبیر و ایرلند بود.
او یکی از حامیان اولیه نمایش هنریک ایبسن و یک دوست قدیمی و حامی برنارد شاو بود.

## زندگی‌نامه
آرچر در پرت (اسکاتلند) متولد شد. وی فرزند ارشد نه فرزند توماس آرچر، و همسرش گریس، موسوم به ماری سون بود. پدرش توماس مرتباً از محلی به محل کار می‌رفت تا به دنبال کار بگردد و ویلیام در پرت، لیمینگتون، ریگیت و ادینبرو، به مدرسه رفت. او بخش‌هایی از دوران کودکی خود را در نروژ گذراند و در آنجا به زبان نروژی صحبت کرد و با آثار هنریک ایبسن آشنا شد. آرچر، به منظور مطالعه ادبیات انگلیسی، فلسفه طبیعی و طبیعی، و ریاضیات به دانشگاه ادینبرو می‌رفت. هنگامی که در سال ۱۸۷۲ خانواده او به استرالیا مهاجرت کردند، او در اسکاتلند به عنوان دانشجو باقی ماند. او در حالی که هنوز در دانشگاه بود پس از گذشت یکسال از اقامت خانواده اش در استرالیا به دیدن آن‌ها رفت و سپس به ادینبرو بازگشت.
او در ۱۸۷۸ مطابق با خواسته‌های پدر خود به لندن رفت تا آموزش دادیاری بگیرد. وی هیچ علاقه‌ای به این رشته نداشت. آرچر پس از آنکه مطالعات حقوقی خود را تمام کرد، به (ژورنال آو د ورلد) رفت، جایی که او از سال ۱۸۸۴ تا ۱۹۰۶ در آنجا فعالیت کرد. در لندن به زودی یک جایگاه ادبی برجسته بدست آورد. آرچر نقش مهمی در معرفی ایبسن به مردم انگلستان ایفا کرد. این نخستین نمایش ایبسن بود که می‌بایست در لندن به نمایش می‌گذاشتند. او همچنین به تنهایی یا با هم‌کاری هم، سایر تولیدات ایبسن را ترجمه کرد و خود نیز نمایشنامه نوشت، مثل ایزدبانوی سبزَ. از جمله:
- خانه عروسک (۱۸۹۲)
- پیر کوچولو (۱۸۹۵)
- جان گابریل (۱۸۹۷)

## آثار

### آثار انتقادی
- نمایشنامه نویسان انگلیسی امروز (۱۸۸۲)
- هنری ایروینگ، یک مطالعه (۱۸۸۳)
- دربارهٔ تئاتر: مقالات و مطالعات (۱۸۸۶)
- نقاب یا صورت؟ مطالعه ای در روان‌شناسی بازیگری (۱۸۸۸)
- دبلیو سی مکریدی، بیوگرافی (۱۸۹۰)
- همسر آلن؛ مطالعه دراماتیک در سه صحنه (۱۸۹۳)
- «دنیای تئاتر برای…» (۱۸۹۳–۱۸۹۷)، در پنج جلد
- آمریکای امروز، مشاهدات و بازتاب‌ها (۱۹۰۰)
- شاعران نسل جوان (۱۹۰۱) جان لین، بادلی هد، لندن
- گفتگوهای واقعی (۱۹۰۴)
- تئاتر ملی: طرح و برآورد، با اچ. گرانویل بارکر، (۱۹۰۷)
- از طریق آمریکای آفریقایی (۱۹۱۰)
- زندگی، محاکمه و مرگ فرانسیسکو فرر (۱۹۱۱)
- بازی سازی (۱۹۱۲)[۳]
- هند و آینده (۱۹۱۷)
- درام قدیمی و جدید (۱۹۲۳)

### مقاله
- تحلیل بزرگ: درخواستی برای نظم جهانی عقلانی (۱۹۱۲). مقدمه توسط گیلبرت موری

### نمایشنامه
- جنگ جنگ است (۱۹۱۹)
- الهه سبز (۱۹۲۱)